# Фазикау (Дзауский район)
Фазика́у (осет. Фæзыхъæу), ранее Часава́л (осет. Часавал), также Часавали (груз. ჩასავალი) — небольшое село на Кавказе, входит в Дзауский район Южной Осетии (Онский муниципалитет края Рача-Лечхуми и Нижняя Сванетия Грузии).
Центр Фазыкауской (Фазикауской) сельской администрации в РЮО.

## География
Село располагается в Кударском ущелье на противоположном берегу от города Квайса, на правом берегу реки Джоджора.
С севера над селом возвышается гора Часавал-Хох (осет. Хуыгатыхох), у подножья которой расположены пять карстовых пещер Кударо.

## Население
В 1987 году в селе Часавали проживало 290 человек. По переписи 2015 года численность населения с. Фазикау составила 176 жителей.

## История
Село было основано и заселено несколько веков назад осетинской фамильной группой Хугаевых.
С позднего средневековья и до присоединения Осетии к Российской империи эти сёла исторически входили в состав Кударского общества.
Административно село входило в Рачинский уезд Кутаисской губернии. Позднее, с образованием в 1922 году Юго-Осетинской автономной области, стало входить в район Кударо, а позже было включено в состав Джавского района ЮОАО.